# Oslo flygplats, Fornebu
Fornebu eller Oslo lufthavn, Fornebu  (IATA: FBU, ICAO: ENFB)  var namnet på Oslos gamla huvudflygplats som stängdes 8 oktober 1998. Idag används nya Gardermoen som flygplats för Oslo. 
Flygplatsen låg i Fornebu i Bærums kommun och öppnades 1 juni 1939. Flygplatsen användes under kriget av tyskarna. 

## Området
Efter stängningen 1998 har området planlagts för kontor och bostäder. Telenor var en av de första som lade sitt huvudkontor här, en mycket stor byggnad. Ett annat stort norskt företag på Fornebu är Aker Solutions. År 2012 flyttade också Statoil hit sitt huvudkontor, vilket innebär att tre av de största norska företagen ligger vägg i vägg. Samtidigt byggs det bostäder i området. Eurovisionschlagerfestivalsfinalen 2010 gick på Fornebu i Telenor Arena.

## Galleri

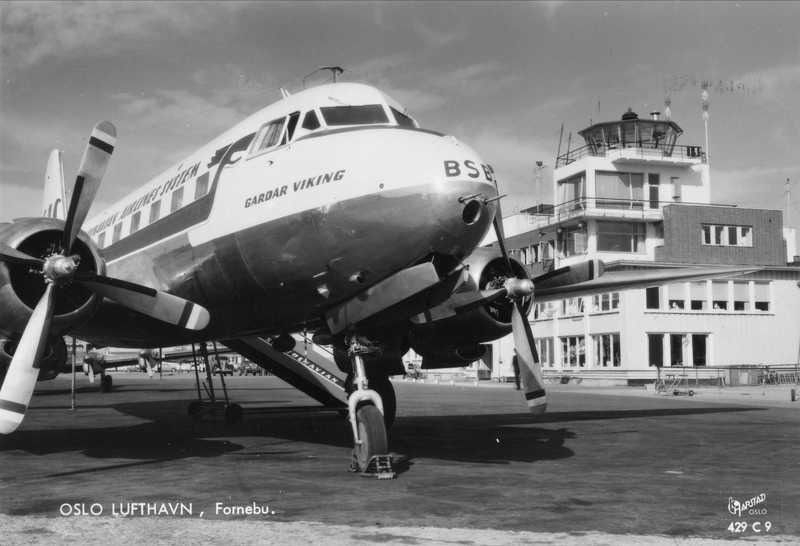
Fornebu 1956.
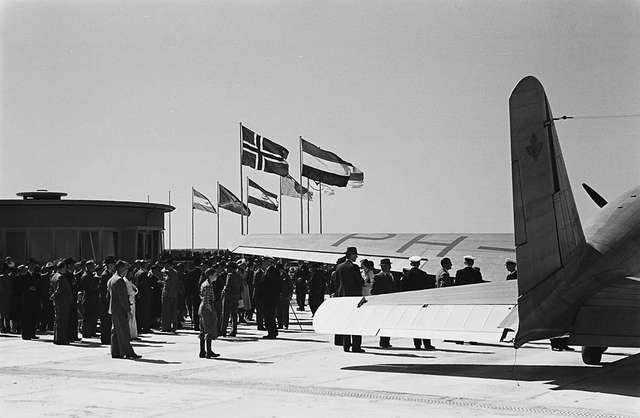
Invigningen 1 juni 1939.
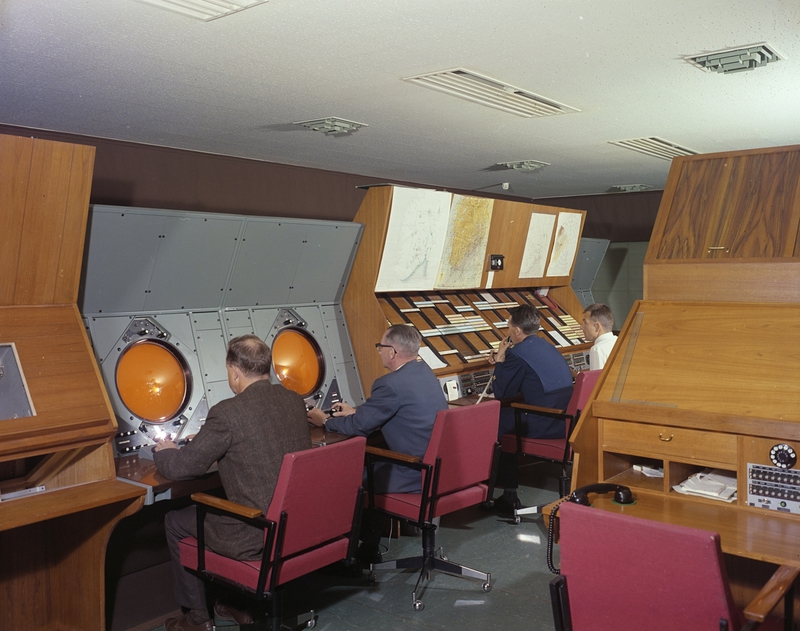
Flygledarna 1967